# هیاهو (نقاشی)
هیاهو (به فرانسوی: Le Chahut) (به انگلیسی: The Can-can) یک نقاشی نئو-امپرسیونیست اثر: ژرژ سورا است که تاریخ نقاشی آن ۱۸۹۰–۱۸۸۹ میلادی است. اولین بار در سال ۱۸۹۰ میلادی در سالن انجمن هنرمندان مستقل (با عنوان هیاهو، کَت. شمارهٔ ۷۲۶) در پاریس به نمایش گذاشته شد. هیاهو مورد توجه منتقدان هنری قرار گرفت و در میان منتقدان سمبولیست بسیار مورد بحث قرار گرفت.
این نقاشی - که نمایانگر یک کوادریل (نوعی رقصی گروهی) در مولن روژ است - بر فوویست‌ها، کوبیست‌ها، فوتوریست‌ها و اُرفیست‌ها تأثیر گذاشت.
هیاهو که قبلاً در مجموعهٔ گوستاو کان شاعر سمبولیست و منتقد هنری فرانسوی بود، در موزهٔ کرولر-مولر در اوترلو، هلند قرار دارد.

## شرح
«هیاهو» یک نقاشی رنگ روغن روی بوم به ابعاد ۱۷۰ در ۱۴۱ سانتی‌متر (۶۷ در ۵۵ اینچ) است. سورا از سبک دیویزیونیستی، با نقاط رنگی پوینتیلیست استفاده می‌کرد. این اثر تحت سلطهٔ یک طرح رنگی است که به سمت انتهای طیف قرمز گرایش دارد، از رنگ‌های خاکی که از پالت قهوه‌ای، برنزه، خاکستری گرم و آبی، نه تنها با رنگ‌های اصلی (قرمز و زرد) در هم آمیخته شده‌ است، و نه حتی با شش رنگ اصلی، بلکه با هجده مخلوط در پالت پیش از اعمال بر روی بوم (که هر کدام می‌تواند با سفید مخلوط شده باشد). یک حاشیۀ آبی عمیق‌تر که در اطراف لبۀ بوم نقاشی شده‌ است که با یک قوس کم عمق در لبۀ بالایی به اوج می‌رسد.
هیاهو نمونه بارز تکنیک پوینتیلیستیِ سورا است. مدولاسیون (تغییرات) نور و سایه در سرتاسر کار با استفاده از نقاط کوچک رنگی که در کنار هم قرار گرفته‌اند در حالی که در شدت و غلظت متناوب هستند به دست می‌آید. این نقطه‌ها در چشم بیننده قرار می‌گیرند تا حسی از رنگ‌های ترکیبی را هنگام مشاهده از فاصله ایجاد کنند. در حالی که امپرسیونیست‌ها توجه خود را بر هارمونی رنگ‌ها بر اساس رنگ‌های مشابه یا مرتبط متمرکز کرده بودند (فقط تا حدی از هم جدا شده‌اند)، هارمونی نئو-امپرسیونیست‌ها بر رنگ‌های متضاد مبتنی بود که یکی در مقابل دیگری قرار گرفته بودند. که منجر به ایجاد یک ملانژ اپتیک (اختلاط نوری در چشم ناظر) می‌شود.
نقاشی به سه فضای اصلی تقسیم شده‌ است. نوازندگان بخش پایین سمت چپ را اشغال می‌کنند، یکی از آن‌ها در مرکز قرار دارد، پشتش به سمت بیننده چرخیده‌ است و کنترباس او به سمت چپ کادر چسبیده است. یک ردیف رقصنده، دو زن و دو مرد با پاهای برافراشته، سمت راست بالا را اشغال می‌کنند. آن‌ها با منحنی‌ها و تکرار ریتمیک مشخص می‌شوند و حس مصنوعی حرکت پویا را ایجاد می‌کنند. پس‌زمینه متشکل از وسایل نورپردازی پرآذین به سبک کاباره است و چند نفر از تماشاگران که در ردیف جلو نشسته‌اند و چشمانشان به اجرا دوخته شده‌ است. در سمت راست پایین، مشتری دیگری با نگاهی به پهلو خیره شده‌ است که نشان دهندۀ میل جنسی یا قصد حیله‌گرانه و بدخواهانه است؛ کهن الگوی یک مرد فضول، که اغلب در تصاویر روزنامه‌نگاری اواسط قرن از کن-کن به تصویر کشیده شده‌ است.

## پیشینه
هیاهو (در لغت به معنای سر و صدا) نامی جایگزین برای کن-کن است، یک رقص تحریک آمیز و جنسی که برای اولین بار در سال ۱۸۳۰ میلادی در سالن‌های رقص پاریس ظاهر شد. سبک رقص به دلیل ضربات کشیده و سایر حرکات بازوها و پاها باعث رسوایی شد. تا دهۀ ۱۸۹۰ میلادی، این رقص از افراد حاضر در تالارهای رقص به اجرای برنامه‌های گروه کُر در مکان‌هایی مانند مولن روژ در مون‌مارتر منتقل شد.